# Estado de Ajmer
Ajmer fue un antiguo estado de la India existente entre 1947 y 1956 con la ciudad de Ajmer como su capital. El estado se creó en 1950 con el territorio de la antigua provincia de Ajmer-Merwara, que se convirtió en una provincia de la Unión de la India el 15 de agosto de 1947. Se formó como un enclave dentro del estado de Rajastán. A raíz de la promulgación del Acta de Reorganización de los Estados Indios en 1956, se fusionó con Rajastán y se convirtió en uno de sus distritos.

## Historia

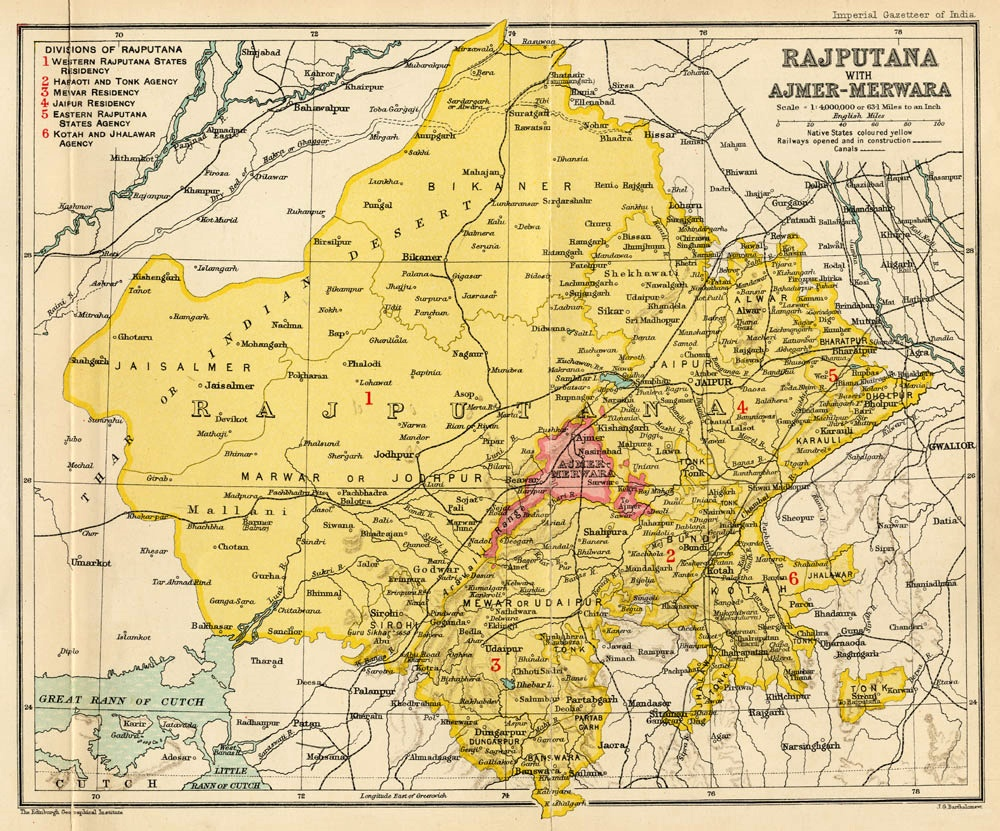
Rajputana en 1909, en rosa el estado de Ajmer.

El estado de Ajmer se formó a partir del territorio de Ajmer-Merwara, que era una provincia controlada por los británicos durante la su dominación de la India. El territorio de esta provincia había sido comprado los británicos a los marathas en 1818. Tras la independencia de la India, Ajmer-Merwara se convirtió en una provincia de la Unión de la India. El 26 de enero de 1950 se estableció como un estado de la clase "C" dentro de la República de la India. Los estados clase "C" estaban bajo el control directo del Gobierno Central.
El 1 de noviembre de 1956, cuando se reorganizaron los límites de los estados de la India, Ajmer se convirtió en un distrito del estado de Rajastán. La subdivisión de Kishangarh del antiguo distrito de Jaipur le fue añadido para formar el distrito de Ajmer.